# Bleicherode
Bleicherode is een gemeente in de Duitse deelstaat Thüringen, en maakt deel uit van het Landkreis Nordhausen.
Bleicherode telt 10.244 inwoners.

## Gemeentelijke herindeling
Naast de stad omvat de gemeente sinds 1994 ook nog de dorpen Elende en Obergebra. 
Op 1 januari 2019 werden Etzelsrode, Friedrichsthal, Kleinbodungen en Kraja, waarvoor Bleicherode als erfüllende Gemeinde de bestuurstaken al uitvoerde, opgenomen in de gemeente. Bleicherode bleef deze rol uitvoeren voor Kehmstedt, Lipprechterode en Niedergebra en nam ze ook op zich voor Großlohra en Kleinfurra, die onderdeel waren geweest van de op deze dag opgeheven Verwaltungsgemeinschaft Hainleite. De overige gemeenten van de opgeheven Verwaltungsgemeinschaft: Hainrode, Nohra, Wipperdorf en Wolkramshausen, werden ook opgenomen in de gemeente Bleicherode.
Bleicherode · Bliedungen · Elende · Etzelsrode · Friedrichsthal · Gratzungen · Hainrode · Helenenhof · Hünstein · Kinderode · Kleinbodungen · Königsthal · Kraja · Mitteldorf · Mörbach · Nohra · Oberdorf · Obergebra · Pustleben · Wernrode · Wipperdorf · Wollersleben · Wolkramshausen
Bleicherode · Ellrich · Etzelsrode · Friedrichsthal · Görsbach · Großlohra · Hainrode/Hainleite · Harztor · Heringen/Helme · Hohenstein · Kehmstedt · Kleinbodungen · Kleinfurra · Kraja · Lipprechterode · Niedergebra · Nohra · Nordhausen (stad) · Sollstedt · Urbach · Werther · Wipperdorf · Wolkramshausen